# كافي راز
كافي راز (بالإنجليزية: Kavi Raz)‏ هو مخرج وممثل بريطاني، ولد في 1953 في الهند.

## أعمال

### مسلسلات
- تاتش
- تحسين المنزل
- جاغ
- ديناستي
- هاوس

## وصلات خارجية
- كافي راز على موقع IMDb (الإنجليزية)
- كافي راز على موقع ألو سيني (الفرنسية)
- كافي راز على موقع أول موفي (الإنجليزية)
- كافي راز على موقع قاعدة بيانات الأفلام السويدية (السويدية)
- كافي راز على موقع قاعدة بيانات الفيلم (الإنجليزية)
- كافي راز على موقع كينوبويسك (الروسية)